# Cubot
Cubot ist die Marke des OEM/ODM Telekommunikationsherstellers Shenzhen HuaFuRui Technology Co., Ltd. mit Hauptsitz in Shenzhen (Volksrepublik China). Neben Smartphones produziert das Unternehmen auch Wearables, wie Smartwatches und Activity Tracker. Die Produkte werden offiziell in Europa, Russland, Afrika, Südamerika und Saudi-Arabien vertrieben.

## Modelleübersicht
Auflistung ehemaliger und gegenwärtiger Modelle, sie enthält auch Modelle die nicht mehr produziert werden.

### Smartphone
Unter der Marke Cubot werden bzw. wurden folgende Smartphone-Reihen mit den Modellen produziert:
- A5
- Cheetah, Cheetah 2
- Dinosaur
- Echo
- GT72, GT88, GT95, GT99
- H1, H2, H3
- J3, J3 Pro, J5
- Kingkong, Kingkong 3, King Kong CS[4], Kingkong Mini[5]
- Magic
- Manito
- Max, Max 2[6], Max 3[7]
- Meet (April 2024)
- Note S[8], Note Plus, Note 20[9]
- Nova
- One
- Power
- P7, P9[10], P10, P11, P20, P30, P40
- Quest, Quest Lite
- R9, R11, R15
- Rainbow, Rainbow 2
- S9[11], S108, S168, S208[12], S222, S308[13], S500, S550, S550 Pro
- X6, X9, X10, X11, X12, X15, X16, X16S, X17, X17S, X18, X18 Plus, X19, X20 Pro, X30[14]
- Z100, Z100 Pro[15]

### Smartwatch
- L9
- R8[16]

### Smart Band
- V1[17]

## Modellreihen
Cubot Smartphones nutzen ein MediaTek-Ein-Chip-System mit ARM-Architektur, als Betriebssystem kommt Android zum Einsatz.

### Cheetah
Mittelklasse-Smartphones, Produktion 2016–2017, Preisbereich 150 – 200 EUR, Dual-SIM, 3 GB RAM, 32 GB ROM, Fingerabdrucksensor, 5,5-Zoll-1080p-Touchscreen, 13-MP-Samsung-Hauptkamera mit LED-Blitz, 8-MP-Frontkamera, MediaTek MT6753-Chipsatz, 1,5-GHz-Octa-Core-Cortex-A53-CPU, Mali-T720-GPU
CheetahPhoneIm Februar 2016 haben Cubot und Cheetah Mobile zusammen dieses auf Android 6.0 Marshmallow basierendes Smartphone auf der Messe GSMA Mobile World Congress in Barcelona vorgestellt.

### Dinosaur
Cubot DinosaurDas Cubot Dinosaur wurde im Juni 2016 auf den Markt gebracht und besitzt einen wechselbaren Akku mit einer Kapazität von 4150 mAh, welcher besonders Nutzer ansprechen soll, die mit der Leistungsdauer normaler Smartphones unzufrieden sind. Zu den weiteren Ausstattungsmerkmalen zählen 3 GB Arbeitsspeicher, 16 GB interner Speicher sowie eine 13 Megapixel Hauptkamera mit LED-Blitz mittlerer Qualität. Es besitzt drei getrennte Einschübe für zwei SIM-Karten und eine Micro-SD-Karte. Alle in Deutschland üblichen LTE-Frequenzen werden unterstützt. Das Gerät bietet eine Displaygröße von 5,5 Zoll bei einer Auflösung von 1280 × 720 Pixeln. Vorinstalliert ist ein Android 6 Betriebssystem.

### R
Einsteiger-Smartphones, Produktion 2016–2018, Preisbereich 70 – 100 EUR, Dual-SIM, 2 GB RAM, 16 GB ROM, Fingerabdrucksensor

### Rainbow
Einsteiger-Smartphones, Produktion 2016–2017, Preisbereich 70 – 80 EUR, Dual-SIM, 1 GB RAM, 16 GB ROM
Cubot Rainbow 2Das Cubot Rainbow 2 stellt das erste Smartphone von Cubot mit einer Dual-Kamera dar und wurde im Februar 2017 veröffentlicht. Es besitzt einen nicht wechselbaren Akku mit einer Kapazität  von 2350mah, der im Vergleich zu anderen Smartphones des Herstellers nur durchschnittlich ausfällt. Die weiteren Ausstattungsmerkmale umfassen einen Mediatek MTK6580A Quad-Core Prozessor, 1 GB Arbeitsspeicher, 16 GB interner Speicherplatz sowie eine duale Kamera mit 2 Kamerasensoren, wobei der Hauptsensor 8 Megapixel (interpoliert auf 13 Megapixel) und der sekundäre Sensor 2 Megapixel bietet. Das Rainbow 2 besitzt 2 Einschübe für SIM-Karten im Micro-SIM Format sowie einen separaten Micro-SD Speicherkartenslot zur Erweiterung des internen Speichers. Das Smartphone bietet ein 5,0 Zoll großes Display bei einer Auflösung von 1280 × 720 Pixeln. Vorinstalliert ist ein Android 7.0 Betriebssystem.

### H
Cubot H1Das Cubot H1 beinhaltet einen großen Akku mit 5200 mAh, welcher besonders Nutzer ansprechen soll, die mit der Leistungsdauer normaler Smartphones unzufrieden sind. Auch wenn es kein „High-End-Gerät“ ist, beinhaltet es eine annehmliche Hardware wie z. B. 2 GB RAM, 16 GB interner Speicher sowie einer 13 Megapxiel und 8 Megapixel Kamera und das Betriebssystem Android 5.1.

### X
Mittelklasse-Smartphones, Produktion ab 2016, Preisbereich 100 – 165 EUR, Dual-SIM, 3 GB RAM, 32 GB ROM, Fingerabdrucksensor
Cubot X30Okt. 2020, 48M Five Al Camera, 128G / 256G ROM, 6.4 Inch FHD+ hole-punch Screen, Side-Mounted Fingerprint Sensor, 6GB/8GB RAM, MediaTek Helio P60 Octa-core, 4200mAh Big battery, Latest Stock Android 10